# Mario Rutelli

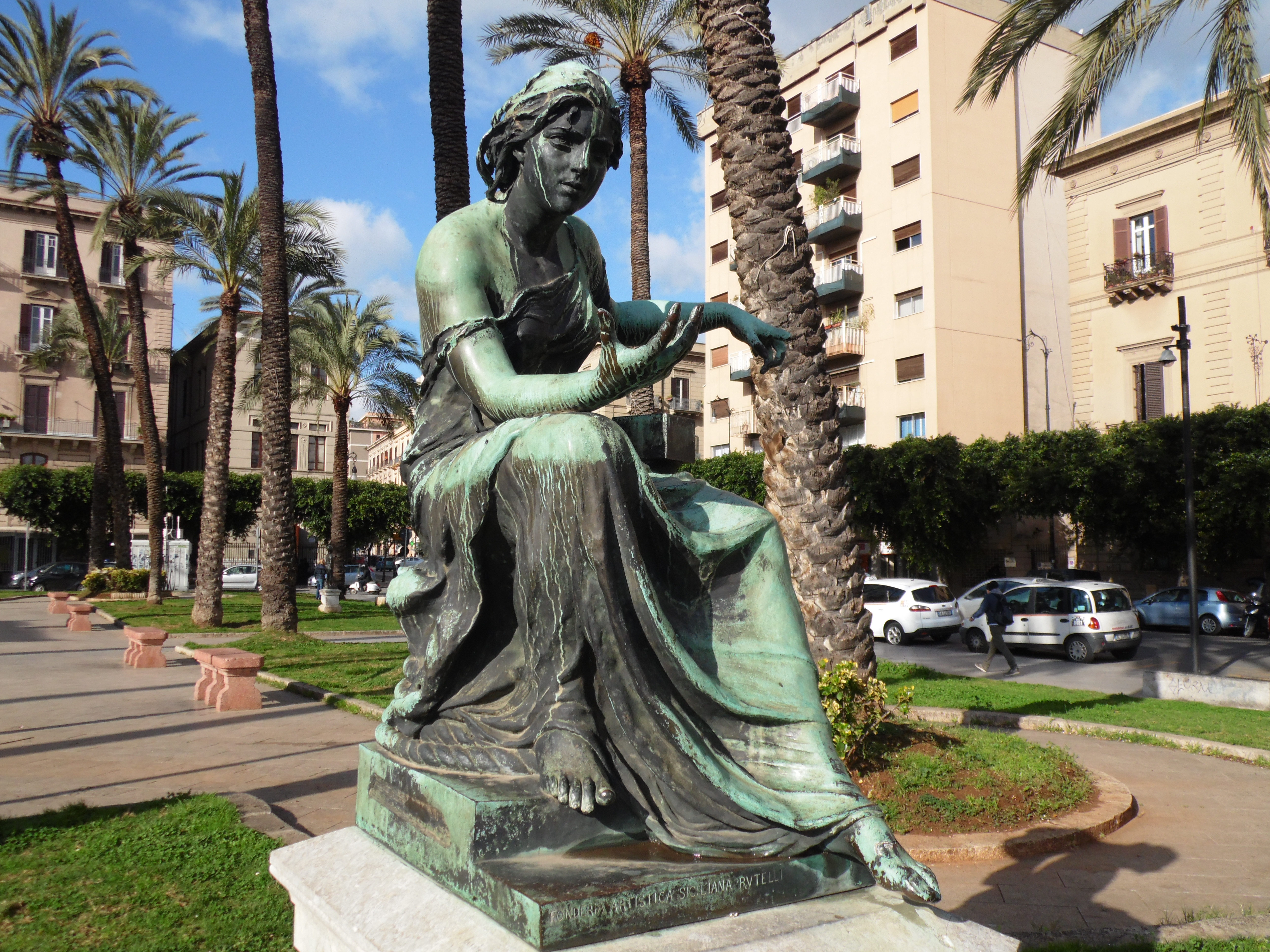
Mario Rutelli: Nautica (1895). Piazza Politeama (Palermo).

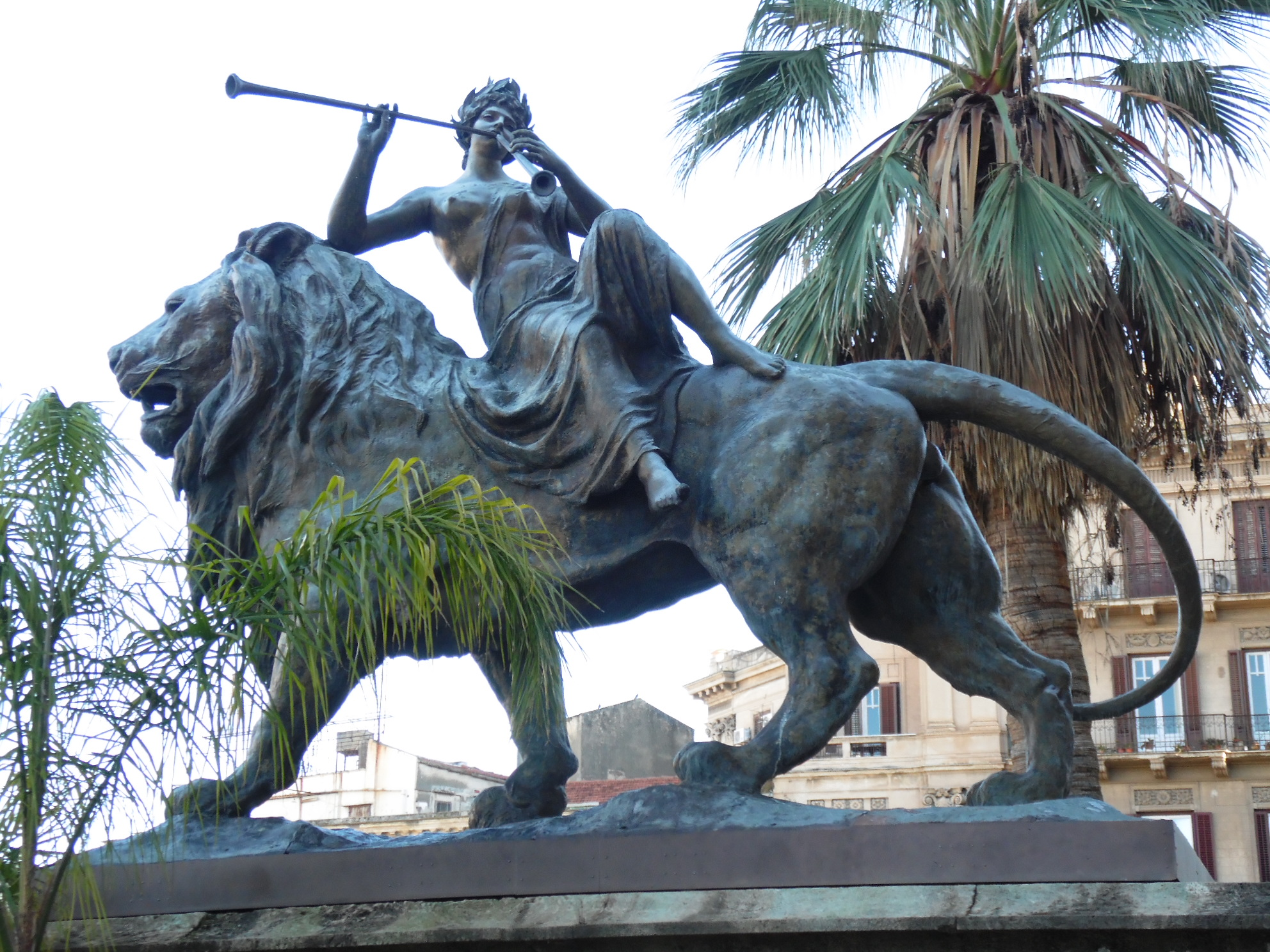
Mario Rutelli: Allegorische Bronzeskulptur mit Löwe „La Lirica“ (Lyrik) links neben der Freitreppe des Teatro Massimo (Palermo)

Mario Rutelli (* 4. April 1859 in Palermo; † 4. November 1941 ebenda) war ein italienischer Bildhauer und Bronzegießer.

## Leben
Mario Rutellis Vater war der Architekt und Bauunternehmer Giovanni Rutelli, seine Mutter hieß Vita Romano. In Palermo erhielt er seine erste künstlerische Ausbildung an der dortigen Kunstakademie unter Salvatore Valenti (1835–1903). Seit 1875 war er als Steinmetz für das Teatro Massimo, das von der Baufirma Rutelli e Machi, in der sein Vater der führende Teilhaber war,  in seiner Geburtsstadt tätig. 1877 arbeitete er unter Benedetto Civiletti an den bronzenen Löwen und den Allegorischen Frauenfiguren der Musen vor dem Theater. 1879 ging er nach Rom zu Giulio Monteverde und Ercole Rosa.
Wieder in Palermo, arbeiteten er und Civiletti an der Quadriga und mehreren Einzelstatuen am Teatro Politeama. 1892 gründete er mit seinem Bruder Salvatore die Fonderia Artistica Siciliana Rutelli in der Via Mazzini. 1903 erhielt er einen Lehrstuhl für Bildhauerei am Real Istituto di Belle Arti, aus dem er 1923 wegen zu geringer Leistung wieder entfernt wurde.
Er war mit Maria (geborene Russo) verheiratet, das Paar hatte sechs Kinder (Maria, Rosario, Giuseppina, Vita, Giovanni und Sesto).

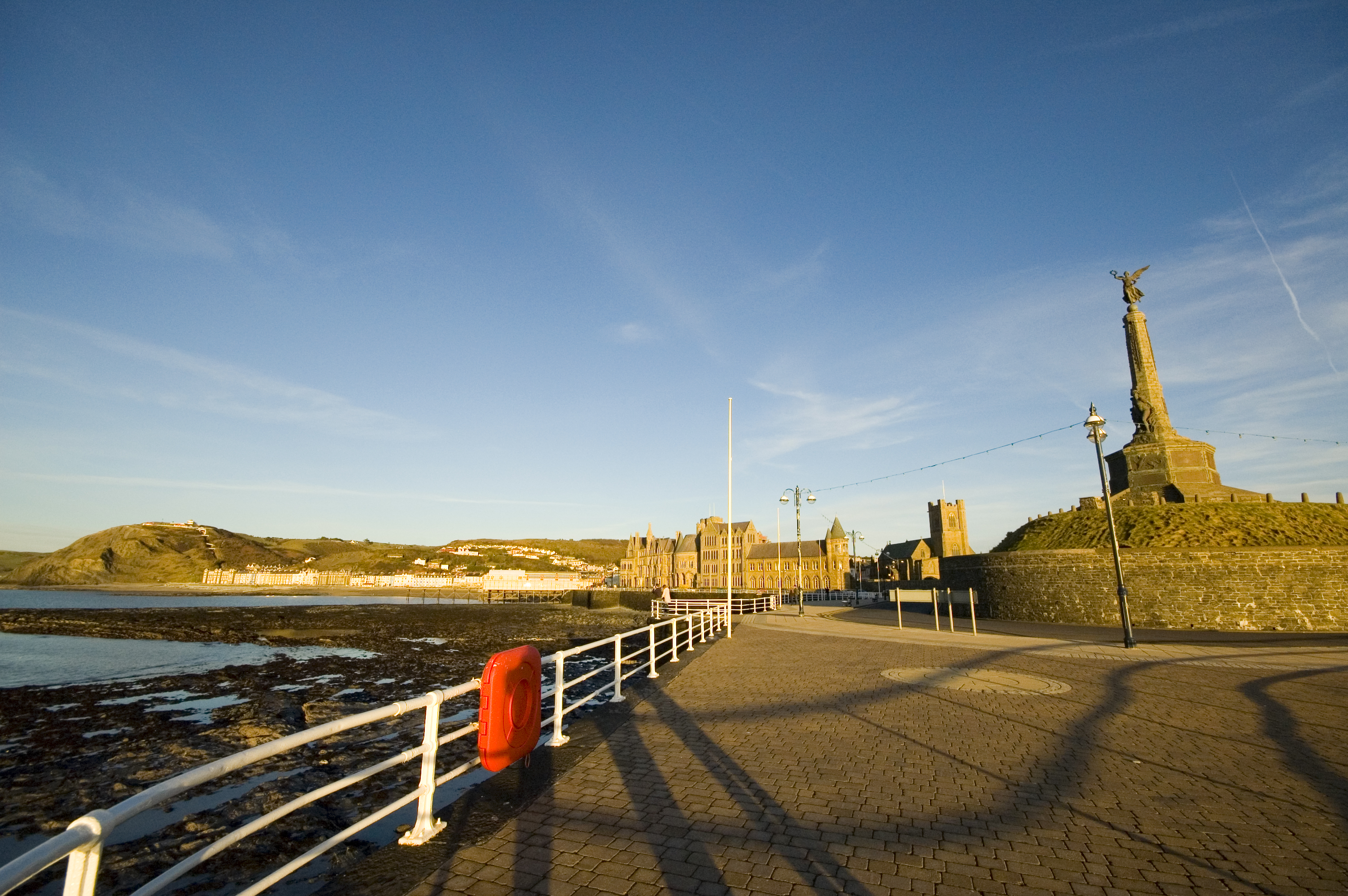
Mario Rutelli: Siegessäule bei Aberystwyth Castle (Großbritannien)

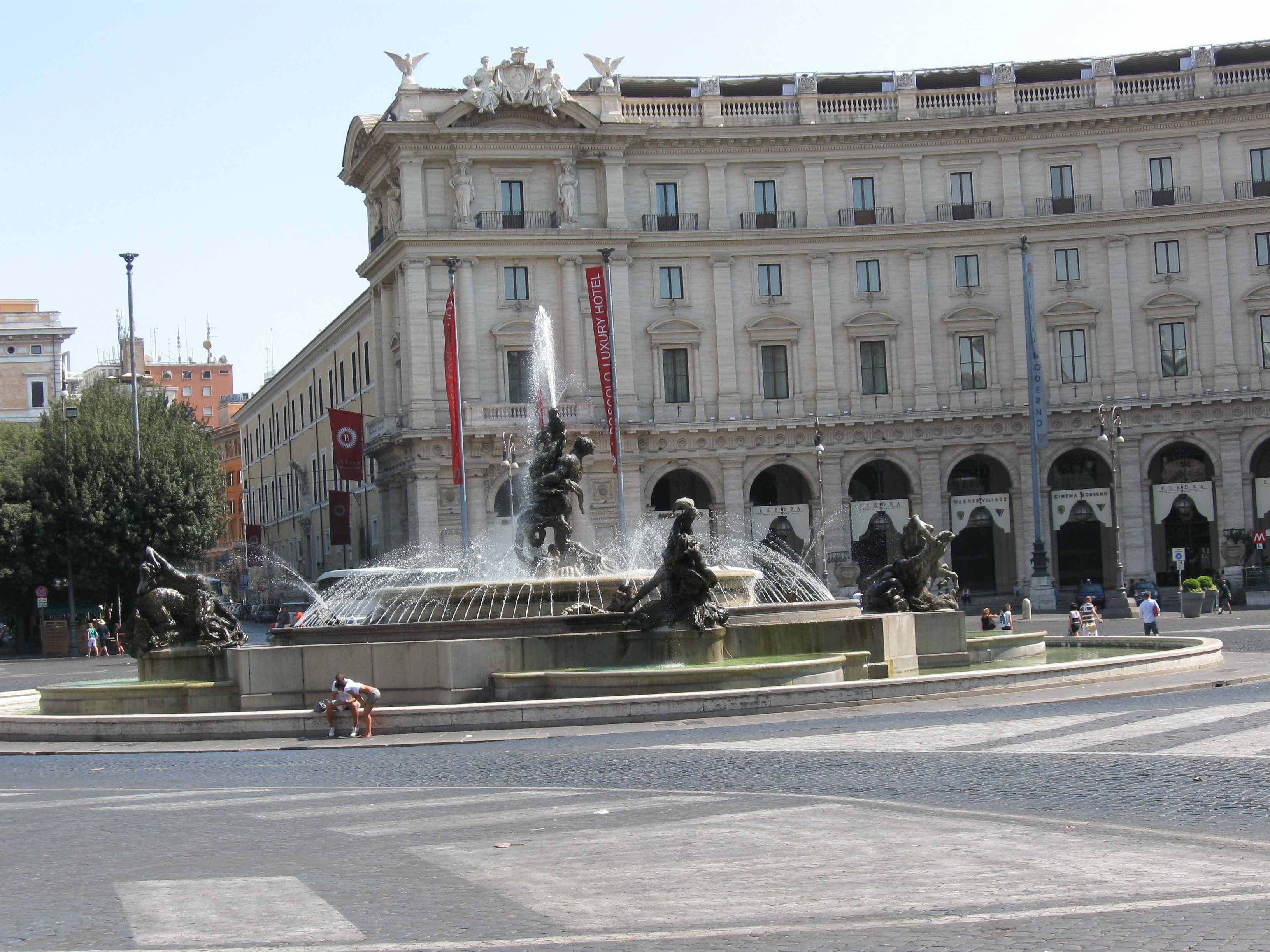
Mario Rutelli: Fontana delle Naiadi. Rom, Piazza della Repubblica

## Werke (Auswahl)
- Teatro Massimo (Palermo): Allegorische Bronzeskulptur mit Löwe „La Lirica“ (Lyrik) links neben der Freitreppe („La Tragedia“, dt. Tragödie, rechts neben der Freitreppe stammt von Benedetto Civiletti), “Apoteose des Vittorio Emanuele” und allegorische Frauenfigur “Lyrik” (1877).
- Piazza della Repubblica (Rom): "Fontana delle Naiadi" (1901)
- Piazza Sforza Cesarini (Rom): Denkmal für Nicola Spedalieri (1903)
- Monreale: Fontane di Tritone (1905)
- Gianicolo (Rom): Denkmal für Anita Garibaldi (1932)
- Monumento Vittorio Emanuele II (Rom): eine Victoria
- Teatro Politeama (Palermo): Bronze Skulpturengruppe der Quadriga (die beiden Reiter links und rechts davon stammen von Benedetto Civiletti).
- Giardino Garibaldi (Palermo): Relief mit Löwen am Denkmal für Giuseppe Garibaldi
- Giardino Inglese: Mehrere Büsten “Domenico Morelli”, “Giuseppe Maielli” und Edmondo De Amicis
- Palazzo Francavilla (Palermo): Medaillons der Herzöge von Sperlinga (gemeinsam mit Benedetto Civiletti)
- Catania: Reiterdenkmal für Umberto I.
- Piazza Armerina: Büste auf einem Denkmalsockel “König Umberto I”
- Agrigent: Brunnenanlage und Denkmal
- Basilica di Maria Santissima Annunziata (Comiso): Taufstein in Bronze und Marmor (1913)
- München: Denkmal für Johann Wolfgang von Goethe
- Aberystwyth in Wales: Siegessäule (22 m hoch) im Andenken an die Toten des Ersten Weltkriegs